# Good on Paper
Good on Paper (Tenía buena pinta en España y Amor de cuento en Hispanoamérica) es una película estadounidense de comedia romántica de 2021, dirigida por Kimmy Gatewood en su debut como directora, a partir de un guion de Iliza Shlesinger. Es protagonizada por Shlesinger, Ryan Hansen, Margaret Cho y Rebecca Rittenhouse.
La película fue estrenada el 23 de junio de 2021 por Netflix.

## Reparto
- Iliza Shlesinger como Andrea Singer
- Ryan Hansen como Dennis Kelley
- Margaret Cho como Margot
- Rebecca Rittenhouse como Serrena Halstead
- Matt McGorry como Brett
- Tyler Cameron como Ruggedly Handsome Man
- Taylor Hill como Chanterelle
- Kimia Behpoornia como Maggie
- Beth Dover como Leslie

## Desarrollo

### Origen
La película se originó a partir de un incidente de la vida real que involucró a Shlesinger, que convirtió en una rutina de stand-up llamada "Lying Brian" en 2015 que se transmitió en This Is Not Happening en Comedy Central. En la rutina cómica de Shlesinger, ella cuenta que conoció a un hombre llamado Brian Murphy en un avión. Brian afirmó ser un graduado de Yale y trabajaba en un fondo de cobertura. Se hicieron amigos, pero cuando él la llamó para decirle que su madre tenía cáncer, salieron más y entablaron una relación. La madre de Shlesinger sospechaba de sus antecedentes y descubrió que asistía a la Universidad Estatal de Ohio y que vivía en un dúplex en Hollywood y no en una casa en Beverly Hills. Cuando Shlesinger le preguntó a Brian la dirección de su madre, descubrió que ningún familiar vivía allí. Brian finalmente confesó que todo era una mentira para tratar de impresionarla.

### Producción
En abril de 2020, se informó que Iliza Shlesinger había completado la película en un papel principal, con la dirección de Kimmy Gatewood y la distribución de Universal Pictures.
La fotografía principal comenzó en noviembre de 2019 y se completó en diciembre de 2019.

## Estreno
La película fue estrenada el 23 de junio de 2021 por Netflix.